# Åsta Gudbrandsdatter

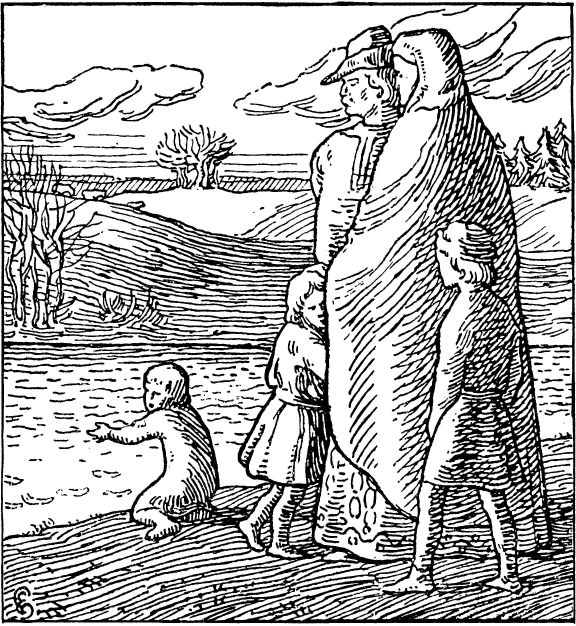
Santo Olavo com seus meio-irmãos
Halfdan Egedius, ilustração da Saga separada de Santo Olavo, 1899

Åsta Gudbrandsdatter (c. 975/980 – c. 1020/1030) foi mãe de dois reis da Noruega, Olavo II Haraldsson e Haroldo III Hardrada. A fonte primária de sua vida é a saga Heimskringla de Snorri Sturluson, uma coleção de contos sobre a vida dos reis noruegueses do século XIII. Na crônica, é descrita como "generosa e magnânima", e como uma agente política afiada, orientando influência sobre seus maridos reais e filhos.

## Esposa de Haroldo da Grenlândia
Åsta Gudbrandsdatter aparece pela primeira vez na "Saga do Rei Olavo Tryggvason", de Snorri Sturluson, como a esposa de Haroldo da Grenlândia, um régulo no Folde Ocidental. No verão de 994, embora já casada com Åsta, Haroldo viajou ao Báltico e propôs casamento à sua irmã adotiva Sigride, a Orgulhosa. Tinha descoberto que suas propriedades rurais na Suécia não eram menos extensas do que a sua própria, na Noruega, e prometeu abandonar Åsta, que apesar de "boa e inteligente" não era bem-nascida como ele. Sigride recusou, objetando que Haroldo devia sentir-se feliz em seu casamento existente e que Åsta estava levando seu filho. Quando ela partiu, Haroldo a perseguiu de volta à sua propriedade. Naquela noite, Sigride organizou uma grande festa em que Haroldo e seus companheiros ficaram bêbados. Sob o manto da escuridão, ordenou seus homens armados a incendiar o salão em que Haroldo dormia, e ele foi morto; aqueles de seus companheiros que escaparam das chamas foram mortos à espada. Na sequência deste episódio, Sigride.
Ao saber da morte de seu marido, Åsta estava indignada tanto pela infidelidade de Haroldo e seu assassinato. Ela voltou imediatamente à casa de seu pai Gudbrand Kula em Oppland, onde mais tarde nesse ano deu à luz um filho, a quem chamou de Olavo Haraldsson. Ele viria a ser reconhecido como Santo Olavo, Rei da Noruega entre 1015 e 1028.

## Casamento com Sigurdo, o Semeador e batismo
Logo após a de seu marido, Åsta casou-se com Sigurdo, o Semeador, rei de Ringerike, e trouxeram o menino Olavo com ela para ser criado na casa de seu padrasto. Quando o rei Olavo Tryggvason da Noruega chegou em 998 para converter a população de Ringerike ao cristianismo, Sigurdo, Åsta, e Olavo Haraldsson, todos foram batizados, com o próprio rei atuando como padrinho do jovem menino.
De acordo com as sagas, Åsta e seu marido eram governantes bons e nobres e juntos tiveram os seguintes filhos:
1. Guttorm
2. Gunilda — casou-se com Ketil Kalv de Ringnes em Stange
3. Halfdan
4. Ingerida — casou-se com Nevstein, mãe de Tore, pai adotivo do rei Magno Descalço
5. Haroldo III 'Hardrada' — Rei da Noruega de 1047 até 1066, às vezes chamado de "o último grande viquingue"[8]

## Influência
Em 1007, organizou a primeira expedição militar de Olavo, ordenando ao mordomo Hrane a levá-lo então com doze anos, a bordo de um navio de guerra como comandante. De acordo com o Heimskringla, era costume que um capitão de ascendência nobre automaticamente recebesse a patente 'Rei'; Åsta, portanto, estrategicamente garantiu um título para seu filho, embora ainda não tivesse nenhuma terra ou herdade. Quando Olavo voltou para casa em 1014 como um líder realizado, sua mãe ordenou sua criadagem a recebê-lo como um grande rei. Quando Sigurdo ouviu isso, conhecendo as ambições de Olavo, questionou se Åsta poderia "tirar seu filho deste negócio com o mesmo esplendor que ela estava o colocando."
Olavo levou sua mãe para o conselho militar, juntamente com Sigurdo e Hrane. Quando compartilhou sua intenção de declarar-se o único governante da Noruega, Åsta jogou seu apoio em seu filho:
De minha parte, meu filho, estou alegre com tua chegada, mas muito mais por teu avanço a tua honra. Não pouparei nada para esse fim, que está ao meu alcance, embora seja pouca a ajuda que pode esperar de mim. Mas se a escolha poderia ser feita, eu preferiria que tu deverias ser o supremo rei da Noruega, ainda que tu não deves sentar mais no teu reino que Olavo Tryggvason fez, do que deverias tu não ser um rei maior do que Sigurdo é, e morrer a morte de idade avançada.
Sigurdo deu apoio militar a Olavo em suas campanhas e por ocasião da vitória de seu filho 1018 sobre os reis de Oppland, sua mãe realizou uma grande festa de vitória.
Também foi a mãe do rei Haroldo III, que tinha quinze anos quando seu irmão Olavo morreu na batalha de Stiklestad em 1030. Haroldo governou a Noruega de 1046 até sua morte em 1066 na batalha de Stamford Bridge; sua famosa derrota pelas forças do rei da Inglaterra Haroldo Godwinson tem sido tradicionalmente considerada o fim da Era Viquingue.